# (8604) Vanier
(8604) Vanier es un asteroide que forma parte del cinturón de asteroides, región del sistema solar que se encuentra entre las órbitas de Marte y Júpiter, descubierto el 12 de agosto de 1929 por C. J. Krieger desde el Observatorio Lick, California, Estados Unidos.

## Designación y nombre
Designado provisionalmente como 1929 PK. Fue nombrado por Jean Vanier (1928-2019) quien fue filósofo, teólogo, autor y profesor. Como fundador de dos comunidades globales (El Arca y Fe y Luz) para personas con discapacidades intelectuales, presenta una visión convincente de una vida plenamente humana, vivida en una comunidad compasiva.

## Características orbitales
Vanier está situado a una distancia media del Sol de 2,227 ua, pudiendo alejarse hasta 2,713 ua y acercarse hasta 1,741 ua. Su excentricidad es 0,218 y la inclinación orbital 4,406 grados. Emplea 1213,70 días en completar una órbita alrededor del Sol.

## Características físicas
La magnitud absoluta de Vanier es 14,55. Tiene 4,061 km de diámetro y su albedo se estima en 0,246. 